# Monolepta sonsoensis
Monolepta sonsoensis is een keversoort uit de familie bladkevers (Chrysomelidae). De wetenschappelijke naam van de soort werd in 2001 gepubliceerd door Oldfield Thomas Wagner.